# Ouéllah
Ouéllah este un oraș în Comore, în  insula autonomă Grande Comore. În 2012 avea o populație de 6259, iar la recensământul din 1991 avea 4122 locuitori.